# هامليز

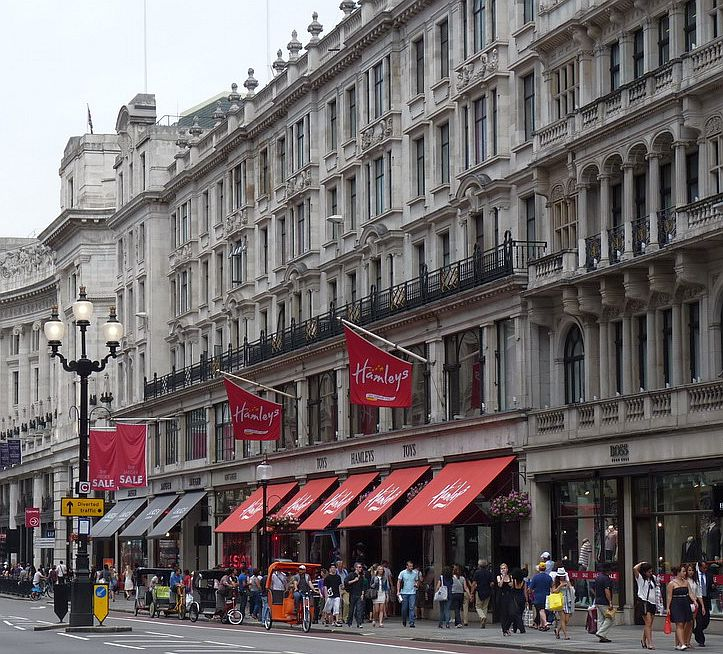
هامليز - ريجنت ستريت.

هامليز هو أقدم محل لبيع ألعاب الأطفال في العالم، يقع فرعه الرئيسي في ريجنت ستريت بلندن.
يعود تاريخه إلى سنة 1760م (224 عاما ). له فروع حول العالم بما فيه العالم العربي، وتحديدا في القاهرة (مصر)، الدوحة (قطر)، عمان (الأردن)، ودبي.